# Tobiáš Březina
Tobiáš Březina, psán též jako Tobiáš Alessius Brzezina (kolem roku 1600–1676), byl sídelní kanovník litoměřické kapituly a první generální vikář litoměřické diecéze.

## Život
V letech 1653-1656 působil jako děkan litoměřického městského kostela. V roce 1656 se stal prvním generálním vikářem nově založené litoměřické diecéze. Do tohoto roku totiž zastupoval funkci vikář a českolipský děkan Baltazar Pietsch, který však nebyl litoměřickému biskupovi po ruce. Zároveň se Březina stal oficiálem litoměřického církevního soudu. Od 26. července 1667, kdy ve Vídni potvrdil císař Leopold I. resignaci děkana litoměřické kapituly Jana Aloise Foltina ve prospěch kanovníka seniora téže kapituly Tobiáše Alessia Brzeziny, se stal Březina děkanem litoměřické kapituly.